# 制限戦争指導論
『制限戦争指導論』（せいげんせんそうしどうろん、The Conduct War(1789-1961):A Study of the impact of the French, Industrial, and Russian Revolutions on War and its Conduct）とはイギリスの軍事学者ジョン・フレデリック・チャールズ・フラーによる軍事学の著作である。本書の題名の直訳は『戦争指導(1789-1961)フランス革命、産業革命、そしてロシア革命が戦争とその指導への影響の研究』である。
フラーは1878年にイングランドに生まれ、陸軍では将校として勤務している。戦術学の教範類や機甲戦術の研究において業績が認められており、戦いの原則を明らかにしたことでも著名な軍事学者である。本書『制限戦争指導論』はフラーが生涯で最後に遺した著作であり、無制限戦争を避けるために戦争指導において遵守すべき一般原則を示した。
フラーは絶対王政の時代か冷戦までの時代に及ぶ戦争史の研究に基づいた戦争の研究を行っている。敵を殲滅せずに優れた機動によって敵を後退に追い込みつつ、外交交渉によって決着をつけるという18世紀における戦争の方式は制限戦争と呼ばれていた。
しかしこれはフランス革命の理念である民主主義の登場に伴う新しい兵役制度としての徴兵制度により失われることになった。フランスの指導者となったナポレオンはこの制度を活用しながら徹底的な破壊を以って無制限な戦争を争う方式を持ち込んだ。フラーは当時のナポレオン戦争を研究すれば五つの原則が導き出されるとしている。それは攻撃の重視、時間の節約、奇襲の追及、兵力の集中、警戒の案出の五つである。またナポレオン戦争に従軍し、また戦争研究に業績があるクラウゼヴィッツも同様の原則に到達していると指摘できる。
蒸気機関の発明に始まる18世紀の産業革命においては軍事力を成り立たせている技術の革新が見られた。陸・海軍は蒸気機関を機動力を向上させるための技術として応用し、また発射速度や精度の向上により火力も高度化された。アメリカの南北戦争ではこのような技術革新が発揮された初めての近代的な戦争であった。このような戦争の変化はモルトケ、フォッシュ、ブロックによって次の戦争のあり方が作戦計画や戦争研究の観点から検討された。第一次世界大戦では長期化した作戦が各国の消耗を招き、内部崩壊の危機が生じた。
マルクス主義の理念によって指導されたロシア革命とそれに続くソビエト連邦の革命・戦争は外部だけでなく内部に対する包括的な資本主義に対する戦争を含むものであった。ソ連の指導者レーニンはクラウゼヴィッツの戦争理論を研究し、戦争が政治の延長であるという考えを持っていた。その後、第一次世界大戦が終結してからの20年の戦間期では戦勝国によって平和条約に基づいたドイツに対する領土問題、経済問題、軍事問題に関する屈服が強制された。ドイツでは世界恐慌を契機に国家社会主義の思想が大衆の支持を獲得することになり、アドルフ・ヒトラーが国家政策を指導するに至る。
戦間期に生じた民主主義、マルクス主義、国家社会主義の対立が第二次世界大戦を生み出すことになった。この戦争では連合国は勝利を達成するためにあらゆる犠牲を払いながら枢軸国との戦争を続け、結果として原子力を用いた兵器の発明やソ連の台頭を許すことになった。戦後における平和の問題を考えれば、戦争に核エネルギーが導入されたことは重要な変化をもたらすものであった。何故ならば、全面的な戦争において核兵器が使用されて勝利したとしても、その軍事的勝利に政治的目的を見出すことはできないからである。
冷戦の在り方はこのような戦争の変化を表現している。アメリカ等の西側の民主主義とソ連等の東側の社会主義は平和に関して決定的に異なった見解を持っている。西側陣営にとって平和とは戦争の終結と同時に始まるものであり、東側陣営にとって平和とは戦闘以外の手段を用いる戦争の延長である。冷戦においてソ連は経済を以って攻勢に出るため、アメリカは従来の市場競争ではなく経済的な戦争を意識しなければならない。ただしソ連は中国の人口膨張などの要因により将来西側との和解を余儀なくされるかもしれない。